# Ferrovia Dugo Selo-Botovo
La ferrovia Dugo Selo-Botovo (Željeznička pruga Dugo Selo – Botovo in croato), ufficialmente denominata ferrovia M201, è una linea ferroviaria croata che unisce la località di Dugo Selo, a 20 km ad est di Zagabria, con Botovo, presso la frontiera ungherese. Oltreconfine, presso la località di Gyékényes, la linea s'immette nella rete ferroviaria magiara.
La ferrovia forma parte del corridoio paneuropeo V, ramo B, che unisce Budapest a Fiume.